# Putnam County (Missouri)
Das Putnam County ist ein County im US-amerikanischen Bundesstaat Missouri. Im Jahr 2020 hatte das County 4681 Einwohner und eine Bevölkerungsdichte von 3,5 Einwohnern pro Quadratkilometer. Der Verwaltungssitz (County Seat) ist Unionville.

## Geografie
Das County liegt im äußersten Norden von Missouri und grenzt an Iowa. Es hat eine Fläche von 1346 Quadratkilometern, wovon 5 Quadratkilometer Wasserfläche sind. An das Putnam County grenzen folgende Nachbarcountys:
| Wayne County (Iowa) |                 | Appanoose County (Iowa) |
| Mercer County       |                 | Schuyler County         |
|                     | Sullivan County | Adair County            |

## Geschichte

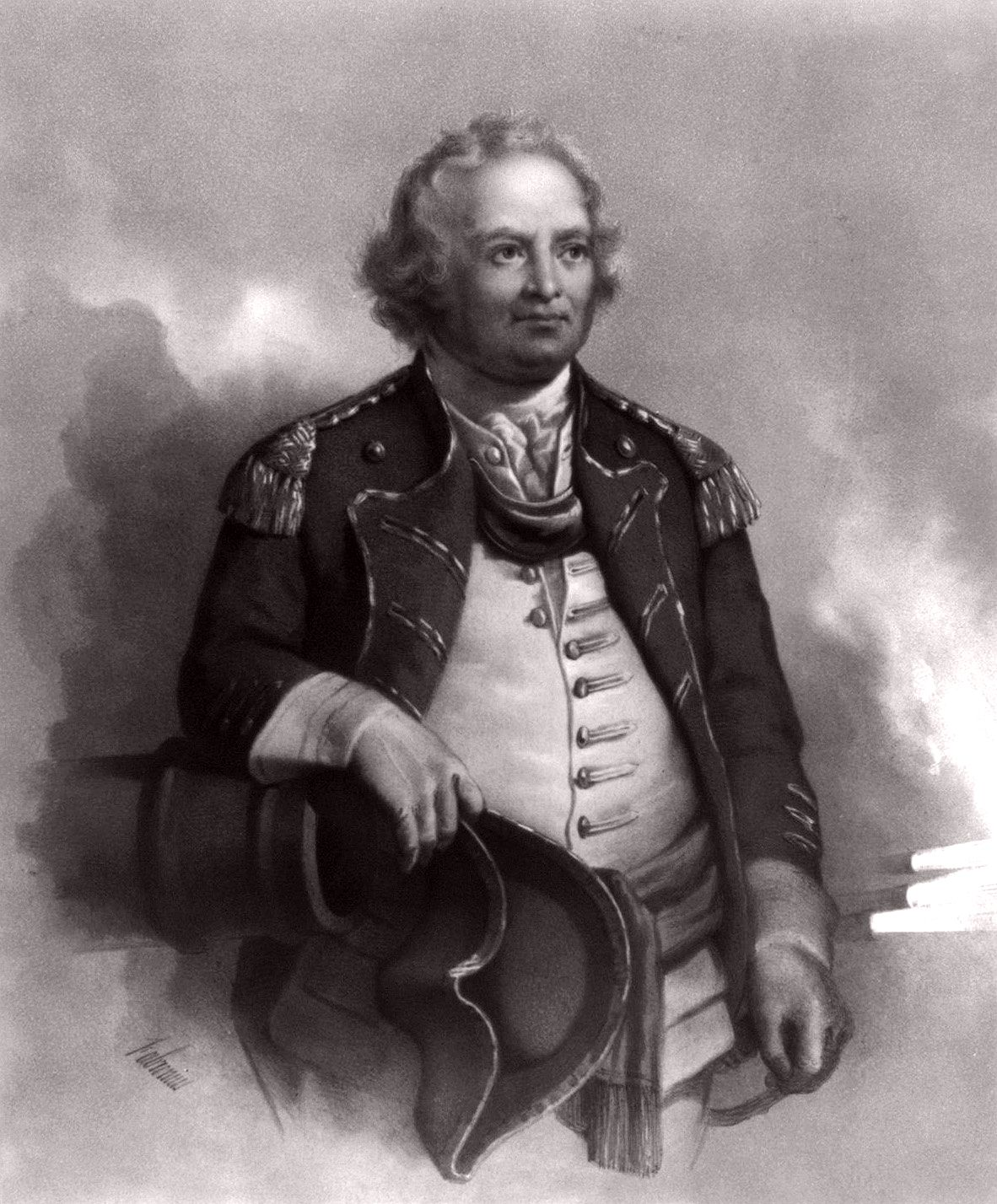
Israel Putnam

Das Putnam County wurde 1845 gebildet. Benannt wurde es nach Israel Putnam (1718-)1790, einem Helden im Franzosen- und Indianerkrieg und späteren General im Amerikanischen Unabhängigkeitskrieg.

## Demografische Daten
Nach der Volkszählung im Jahr 2010 lebten im Putnam County 4979 Menschen in 2224 Haushalten. Die Bevölkerungsdichte betrug 3,7 Einwohner pro Quadratkilometer. In den 2224 Haushalten lebten statistisch je 2,26 Personen.
Ethnisch betrachtet setzte sich die Bevölkerung zusammen aus 98,2 Prozent Weißen, 0,2 Prozent Afroamerikanern, 0,2 Prozent amerikanischen Ureinwohnern, 0,5 Prozent Asiaten sowie aus anderen ethnischen Gruppen; 0,9 Prozent stammten von zwei oder mehr Ethnien ab. Unabhängig von der ethnischen Zugehörigkeit waren 0,8 Prozent der Bevölkerung spanischer oder lateinamerikanischer Abstammung.
22,7 Prozent der Bevölkerung waren unter 18 Jahre alt, 55,0 Prozent waren zwischen 18 und 64 und 22,3 Prozent waren 65 Jahre oder älter. 49,9 Prozent der Bevölkerung war weiblich.

Das jährliche Durchschnittseinkommen eines Haushalts lag bei 34.545 USD. Das Pro-Kopf-Einkommen betrug 20.005 USD. 18,1 Prozent der Einwohner lebten unterhalb der Armutsgrenze.

## Ortschaften im Putnam County
City
- Unionville

Villages
- Livonia
- Lucerne
- Powersville
- Worthington

Unincorporated Communities
| - Chapel - Chariton - Elko - Glendale - Graysville - Guinn | - Hartford - Howland - Lemons - Lowground - Martinstown - Mendota | - Midway - Omaha - Rosewood - Saint John - Sidney - Terre Haute |

## Gliederung
Das Putnam County ist in elf Townships eingeteilt:
| Township          | Einwohner (2010) | FIPS     |
| ----------------- | ---------------- | -------- |
| Elm Township      | 579              | 29-21952 |
| Grant Township    | 210              | 29-28522 |
| Jackson Township  | 160              | 29-36026 |
| Liberty Township  | 218              | 29-42284 |
| Lincoln Township  | 313              | 29-42842 |
| Medicine Township | 189              | 29-47126 |

| Township          | Einwohner (2010) | FIPS     |
| ----------------- | ---------------- | -------- |
| Richland Township | 259              | 29-61580 |
| Sherman Township  | 114              | 29-67466 |
| Union Township    | 2116             | 29-74896 |
| Wilson Township   | 598              | 29-80242 |
| York Township     | 223              | 29-81340 |
|                   |                  |          |